# Alicja Falkowska
Alicja Falkowska (ur. 1 lipca 1999 w Sokołowie Podlaskim) – polska koszykarka występująca na pozycji środkowej.

## Osiągnięcia
Stan na 5 maja 2024, na podstawie, o ile nie zaznaczono inaczej.

### NCAA
- Zaliczona do I składu Big Sky All-Academic (2022)

### Drużynowe
Seniorskie
- Mistrzyni I ligi (2017 – awans do TBLK)[5]
- Brązowa medalistka I ligi (2018)[6]

Młodzieżowe
- Mistrzyni Polski:
  - juniorek (2016)[7]
  - kadetek (2015)[8]

### Reprezentacja
- Brązowa medalistka mistrzostw Europy U–18 dywizji B (2017)[9]
- Uczestniczka mistrzostw Europy:
  - U–20 (2019 – 7. miejsce)
  - dywizji B:
    - U–18 (2016 – 6. miejsce, 2017)[10]
    - U–16 (2015 – 6. miejsce)[11]